# Raúl Entrerríos
Raúl Entrerríos Rodríguez, né le 12 février 1981 à Gijón, est un ancien handballeur international espagnol, évoluant au poste de demi-centre. Son frère aîné, Alberto Entrerríos est également un ancien handballeur reconnu. Avec l'équipe nationale espagnole, il est notamment champion du monde en 2005, double champion d'Europe en 2018 et 2020 et double médaillée de bronze aux Jeux olympiques en 2008 et 2020.
En club, il a notamment évolué onze saisons au FC Barcelone, avec lequel il a remporté à trois Ligue des champions et onze Championnat d'Espagne.

## Palmarès

### Club
Compétitions internationales
- Vainqueur de la Ligue des champions (3) : 2011, 2015 et 2021
  - Finaliste en 2013 et 2020
- Vainqueur de la Coupe des vainqueurs de coupe (2) : 2005, 2009
- Vainqueur de la Coupe du monde des clubs (5) : 2013, 2014, 2017, 2018, 2019

Compétitions nationales
- Championnat d'Espagne (11) : 2011, 2012, 2013, 2014, 2015, 2016, 2017, 2018, 2019, 2020, 2021
- Coupe du Roi (10) : 2002, 2010, 2014, 2015, 2016, 2017, 2018, 2019, 2020, 2021
- Coupe ASOBAL (9) : 2012, 2013, 2014, 2015, 2016, 2017, 2018, 2019, 2020, 2021
- Supercoupe d'Espagne (9) : 2012, 2013, 2014, 2015, 2016, 2017, 2018, 2019, 2020

### Sélection nationale
Jeux olympiques
- Médaille de bronze aux Jeux olympiques 2008 de Pékin
- 7e place aux Jeux olympiques 2012 de Londres
- Médaille de bronze aux Jeux olympiques 2020 de Tokyo

Championnats du monde
- Médaille d'or au Championnat du monde 2005, Tunisie
- Médaille de bronze au Championnat du monde 2011, Suède
- 4e place au championnat du monde 2015, Qatar
- 5e place au championnat du monde 2017, France
- 7e place au championnat du monde 2019, Danemark et Norvège
- Médaille de bronze au Championnat du monde 2021

Remarque : il a dû renoncer sur blessure au championnat du monde 2013, remporté par l'Espagne à domicile.
Championnats d'Europe
- Médaille d'argent au Championnat d'Europe 2006, Suisse
- 4e place au Championnat d'Europe 2012, Serbie
- Médaille de bronze au Championnat d'Europe 2014, Danemark
- Médaille d'argent au Championnat d'Europe 2016, Pologne
- Médaille d'or au Championnat d'Europe 2018 en Croatie
- Médaille d'or au Championnat d'Europe 2020 en Norvège/Autriche/Suède

### Distinctions personnelles
- Élu meilleur joueur du Championnat d'Europe 2016
- Élu meilleur joueur du Championnat d'Espagne (1) : 2019, 2021[2]
- Élu meilleur demi-centre du Championnat d'Espagne (9) : 2010, 2011, 2015, 2016, 2017, 2018, 2019, 2020 et 2021

## Galerie

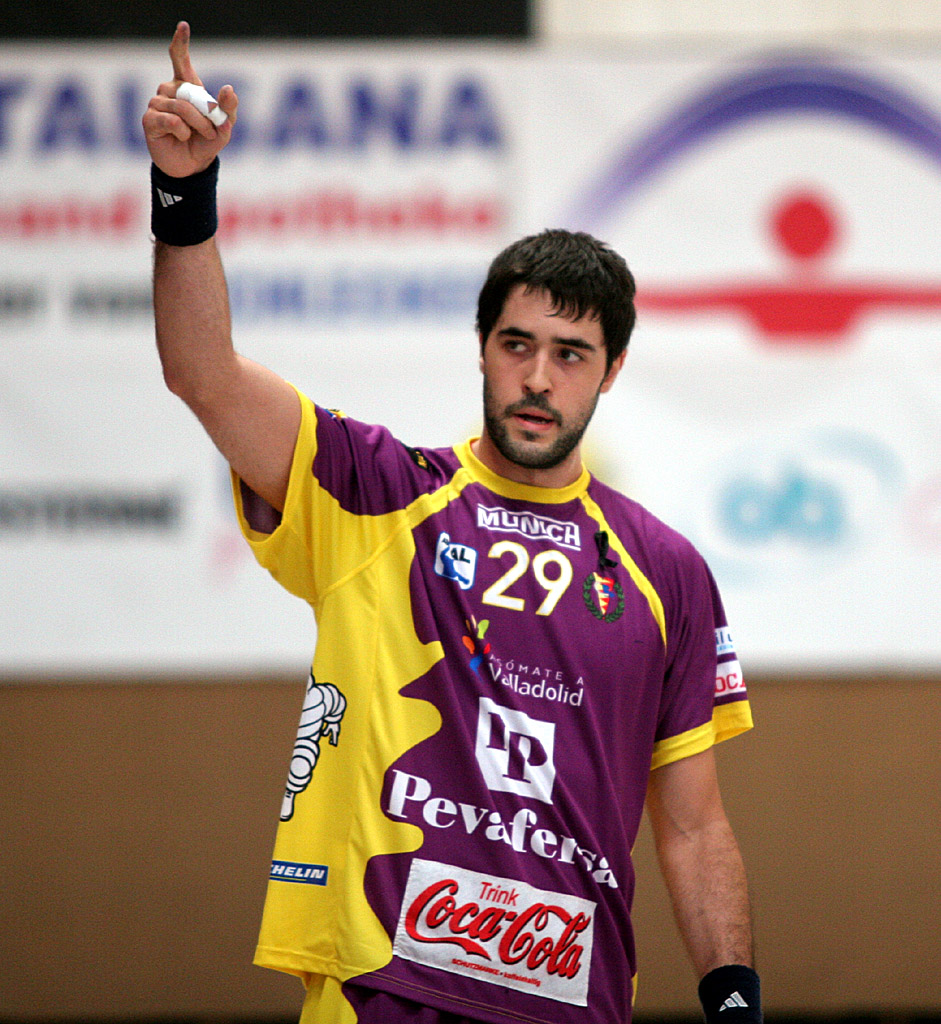
Sous le maillot de Valladolid en 2008.
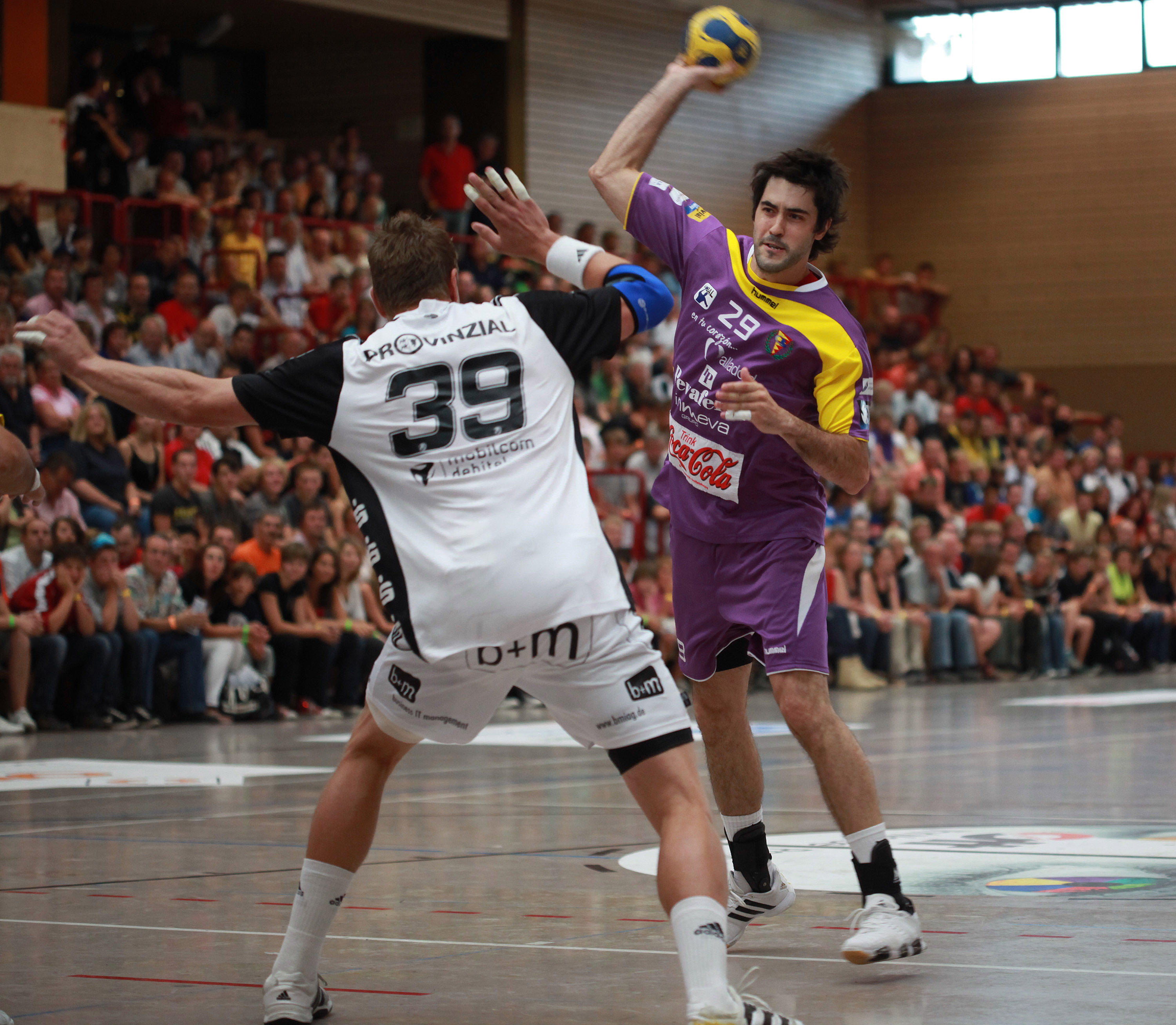
Sous le maillot de Valladolid en 2008.
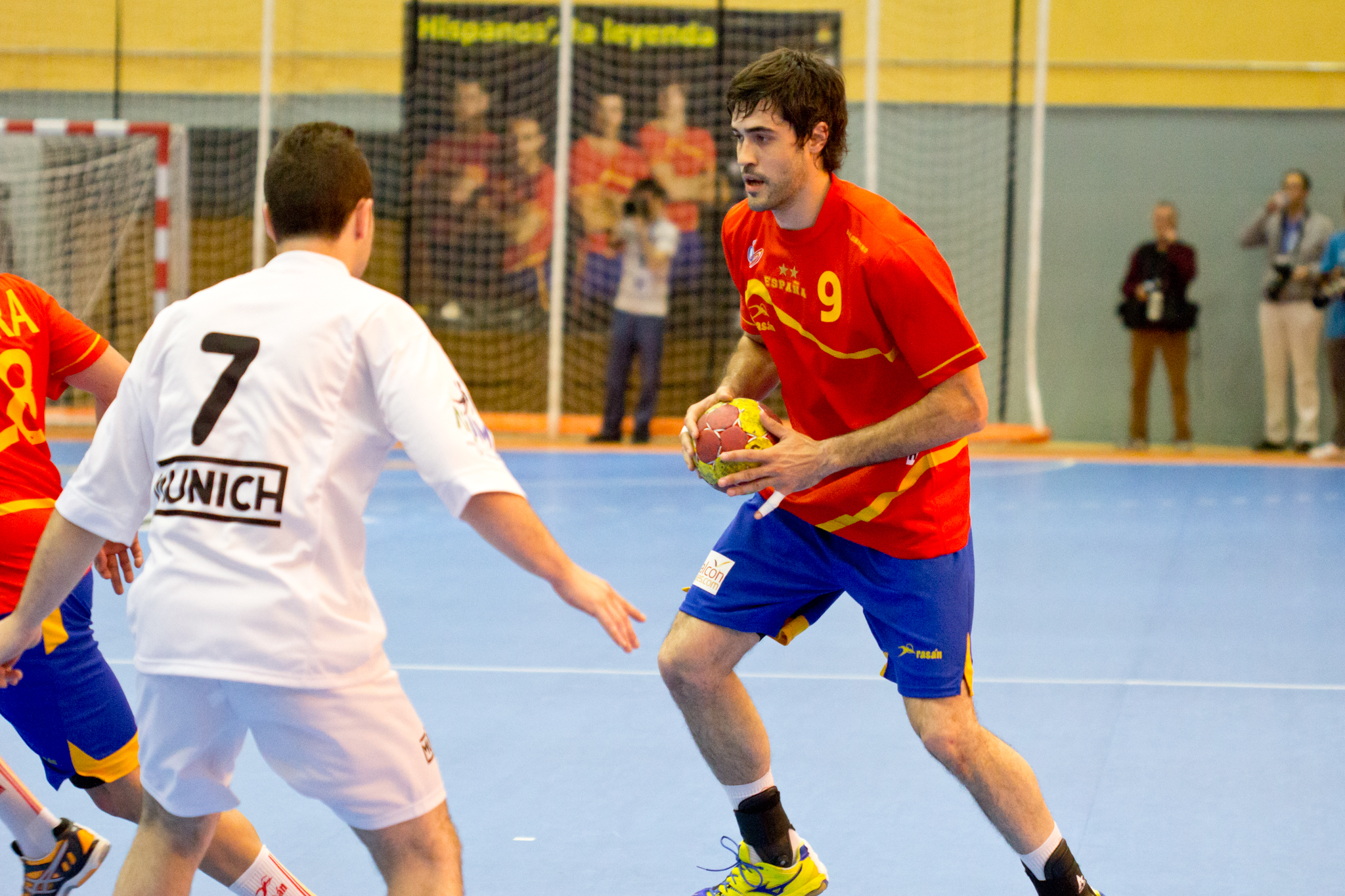
Sous le maillot du espagnol en 2013.
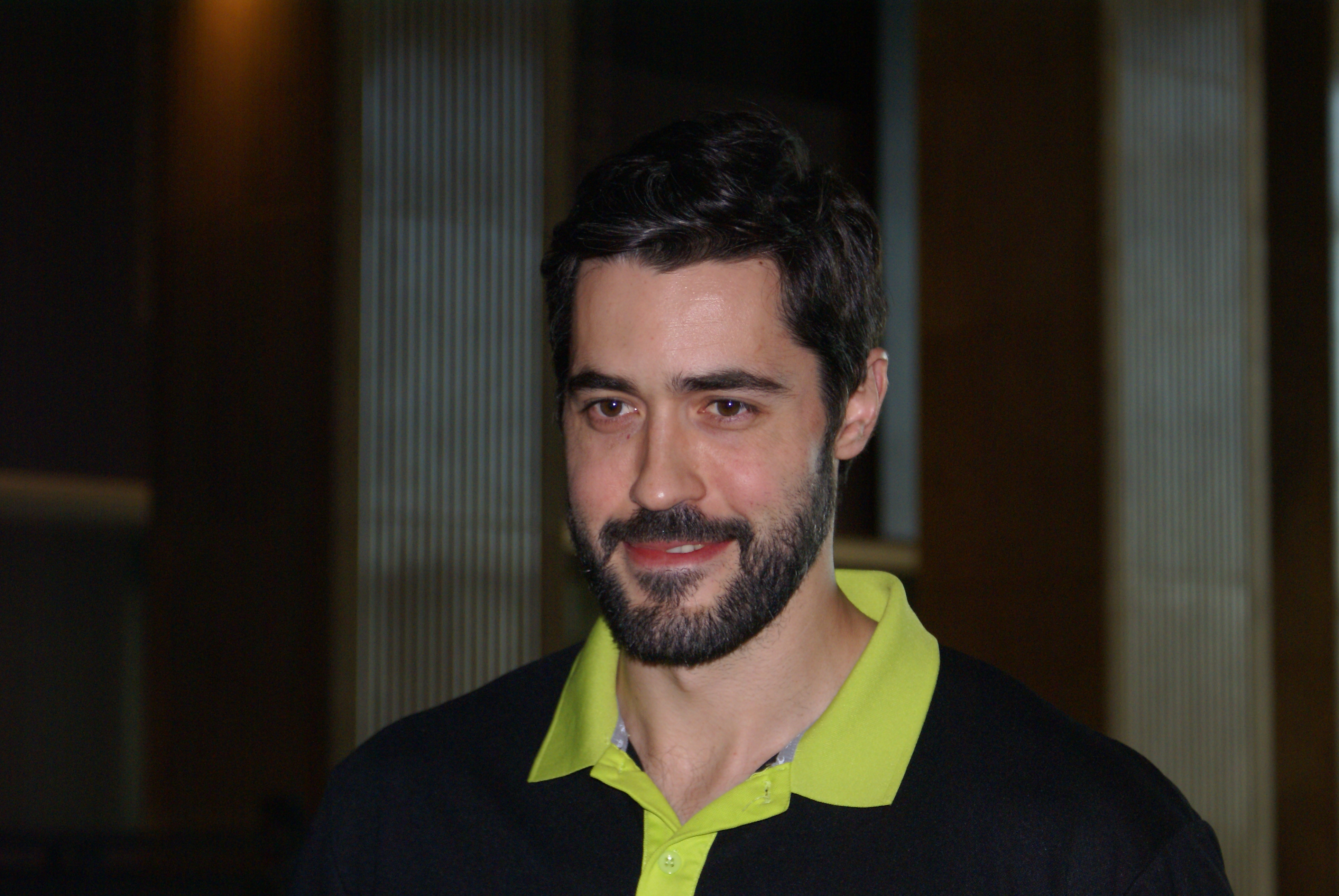
Raúl Entrerríos en 2015